# La Maison d'Alexina
Pour plus de détails, voir Fiche technique et Distribution.
La Maison d'Alexina est un téléfilm français de Mehdi Charef, diffusé en 1999.

## Synopsis
ça se passe dans les années 60 , 5 adolescents possedent une situation diffile a cause de leur histoire familiale.

## Fiche technique
Réalisation
- Réalisateur : Mehdi Charef
- 1er assistant réalisateur : Denis Cerantola
- 2e assistant réalisateur : Bruno Garcia
- Scripte : Agathe Grau
- Coach enfants : Cendrine Callard

Production
- Production : La Sept, ARTE, Cinétévé
- 1re diffusion : ARTE le 11 juin 1999
- Producteur délégué cinétévé : Fabienne Servan-Schreiber
  - Département fiction : Jean-Pierre Fayer
- Directeur de production : Jean-Pierre Fayer
- Administrateur de production : Thérèse Gosse
- Secrétaire de production : Séverine Colson
- Régisseur général : Patrick Ferant
- Régisseur adjoint : Karim Kadi
- Stagiaire régie : Sébastien Bliard

Image
- Chef opérateur/Cadreur : Alain Levent
- 1er assistant opérateur : Frédéric Beaugendre
- 2e assistant opérateur : Martin Levent

Son
- Ingénieur son : Gilles Vivier
- Assistant son/Perchiste : Laurent Reynaud

Décoration
- Chef décorateur : Patrick Cottin
- Assistant déco : Jean-François Merot
- Stagiaire déco : Erminia Sinapi
- Accessoiriste de plateau : Alain Pigeaux

Costume/Maquillage
- Chef costumière : Véronique Biron
- Chef maquilleuse : Francoise Duplaissy

Électrique
- Chef électricien : Sadi Boualam
- Électricien : Olivier Depessenier
- Groupman : Philippe Lefevre

Machinerie
- Chef machiniste : Johannes Brunet
- Machiniste : Roza Bruno

Montage
- Chef monteuse : Kénout Peltier
- Assistante monteuse : Christelle Didier
- Stagiaire monteuse : Idit Richardot
- Mixeur : Christian Fontaine

## Distribution
- Alexina : Cécile Bois
- Instituteur : Philippe Clay
- Enfants : Stéphane Caillard, Boris Duponchel, Anthony Decadi, Fadh Acloque et Julien Naccache

## Distinctions
- Sept d'or de la meilleure musique originale (Mano Solo)
- Lauriers du Sénat dans la catégorie société[Quoi ?]